# 黃士聰
黃士聰（1934年9月11日—）是臺灣男子田徑運動員，曾參加1960年夏季奧林匹克運動會田徑100公尺和200公尺項目，2015年獲邀為中華民國全國運動會開幕典禮聖火代表之一。